# Theerapong Silachai
Theerapong Silachai (født 19. november 2003) er en thailandsk vægtløfter.
Han repræsenterede Thailand ved sommer-OL 2004 i Paris, hvor han vandt sølv i 61 kg-klassen. Han løftede 303 kilogram, kun syv kilogram mindre end Li Fabin.